# Bertrando
Bertrando  è un nome proprio di persona italiano maschile.

## Varianti
- Maschili: Beltrando
  - Ipocoristici: Berto

### Varianti in altre lingue
- Francese: Bertrand[1]
- Friulano: Beltràm[2]
- Inglese: Bertrand[1]
- Portoghese: Beltrão
- Tedesco: Bertrand

## Origine e diffusione
È la forma italiana di Bertrand, nome di origine germanica composto da beraht (o berht, "splendente", "illustre") e rand ("orlo di scudo"). Si è confuso, già anticamente, con il nome Beltramo (col quale condivide il primo elemento), tanto che ad oggi non è facile districarli, e addirittura alcune fonti gli danno il suo stesso significato , considerandolo la sua forma francese.
Oltre che con Beltramo, il primo dei due elementi che compone il nome, molto diffuso fra i nomi di origine germanica, si riscontra anche in Alberto, Erberto, Angilberto, Viliberto, Fulberto, Bertrada e molti altri, mentre il secondo si può identificare in Randolfo.

## Onomastico
L'onomastico viene festeggiato il 30 giugno in ricordo di san Bertrando di Le Mans, vescovo, invocato contro il pericolo di contrarre i tumori e le malattie incurabili. Si ricorda con questo nome anche, alle date seguenti:
- 1º marzo, beato Bertrando d'Orenga, pellegrino
- 6 giugno, beato Bertrando di San Genesio, patriarca di Aquileia[3][5]
- 11 luglio, san Bertrando, abate di Grand-Selve[5]
- 6 settembre, beato Bertrando de Garrigues, domenicano[5]
- 16 ottobre, san Bertrando di Comminges, vescovo[5]
- 22 novembre, beato Bertrando Francesco Lahoz Moliner, religioso e martire con Elia Giuliano Torrido Sanchez a Picadero de Paterna[5]
- 12 dicembre, beato Bertrando de Mas, religioso e martire con Giovanni de Josa a Santa Maria d'Arguines[5]

## Persone

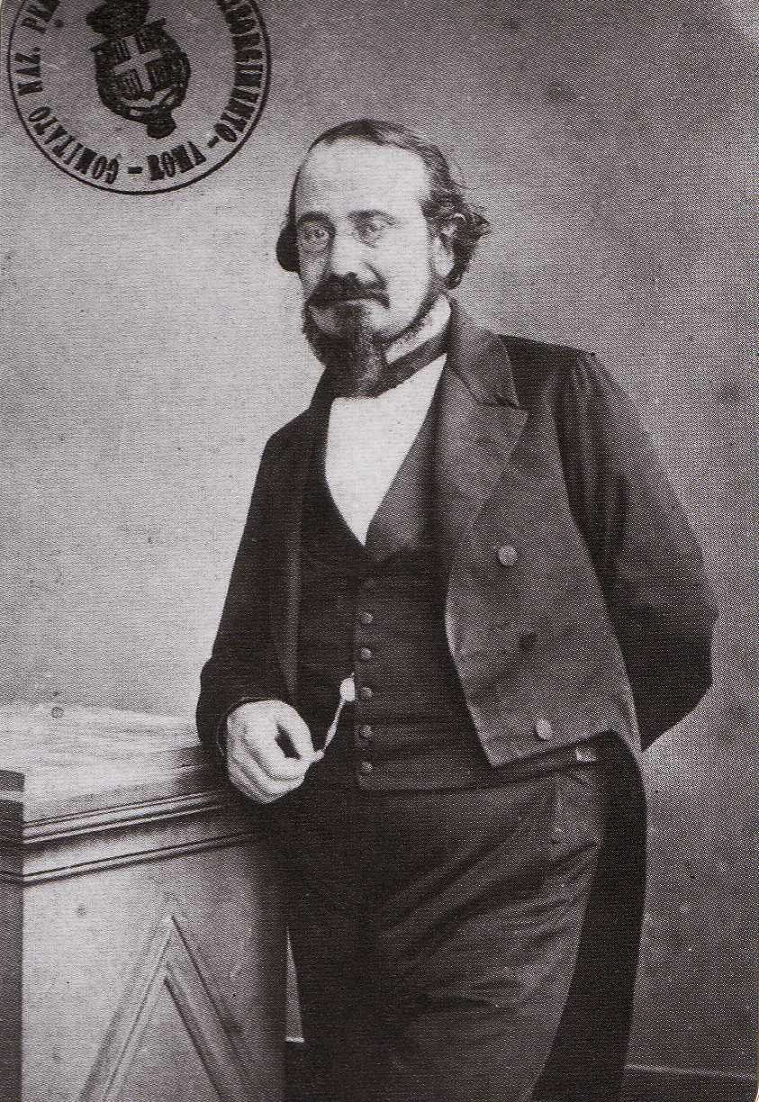
Bertrando Spaventa

- Bertrando di Baux, signore di Baux e principe d'Orange
- Bertrando II di Baux, signore di Baux e conte di Avellino
- Bertrando di Le Mans, vescovo e santo franco
- Bertrando d'Orenga, pellegrino tedesco
- Bertrando II di Provenza, conte di Provenza
- Bertrando di San Genesio, patriarca cattolico francese
- Bertrando I di Tolosa, marchese di Provenza
- Bertrando II di Tolosa, conte di Tolosa, marchese di Provenza e conte di Tripoli
- Bertrando del Poggetto, cardinale e vescovo cattolico francese
- Bertrando Rossi juniore, nobile e diplomatico italiano
- Bertrando de' Rossi, nobile italiano
- Bertrando de' Rossi, conte di Berceto
- Bertrando Savelli, cardinale italiano
- Bertrando Spaventa, filosofo italiano

### Variante Bertrand

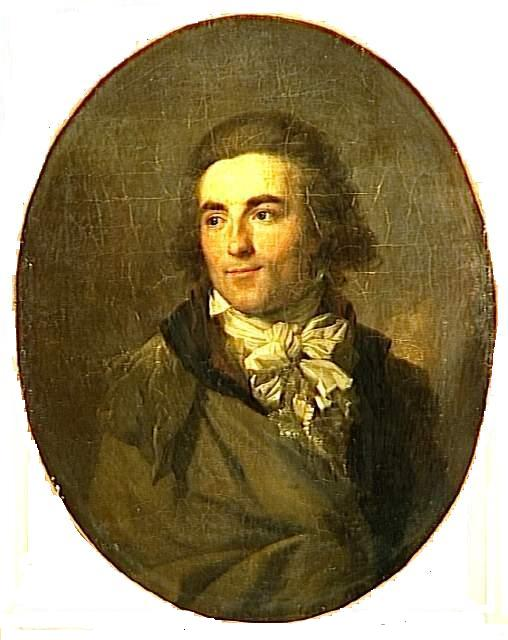
Bertrand Barère

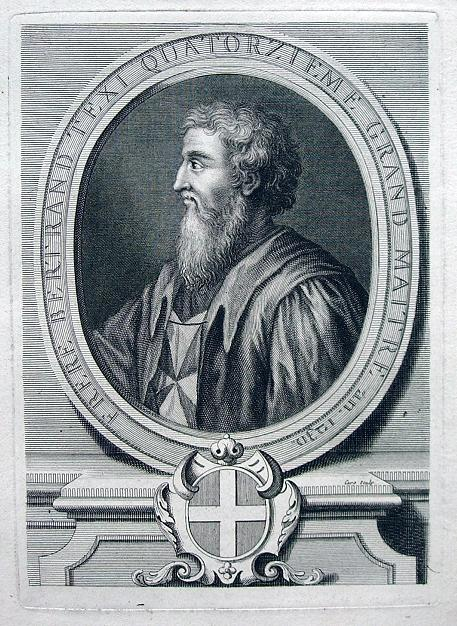
Bertrand de Thessy

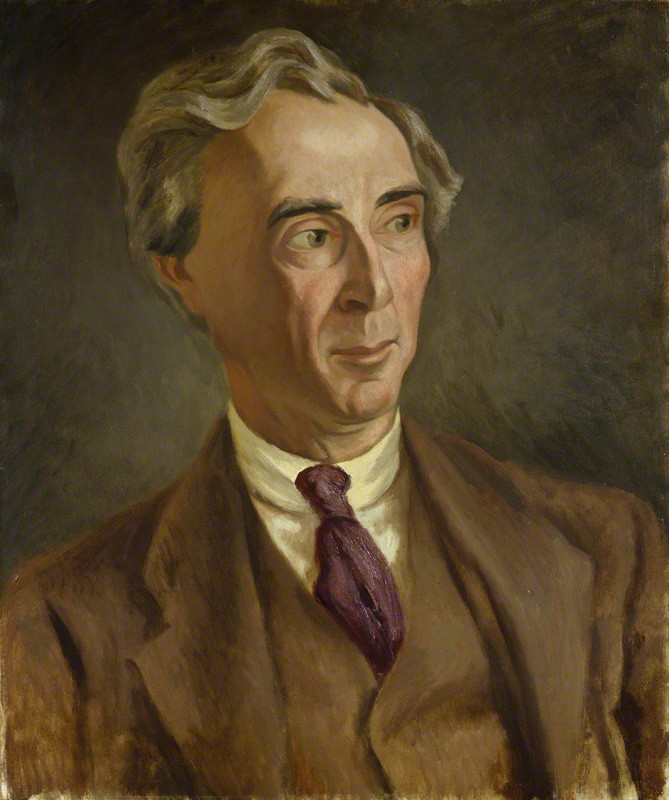
Bertrand Russell

- Bertrand Andrieu, medaglista francese
- Bertrand Barère, politico francese
- Bertrand Blier, regista, attore e sceneggiatore francese
- Bertrand Bonello, regista, sceneggiatore e compositore francese
- Bertrand Burgalat, produttore discografico, compositore, musicista, arrangiatore e discografico francese
- Bertrand Cantat, cantautore francese
- Bertrand Carletti, pallavolista francese
- Bertrand Clauzel, generale e politico francese
- Bertrand Crasson, calciatore belga
- Bertrand d'Argentré, giurista francese
- Bertrand de Blanchefort, Gran Maestro dell'Ordine dei Templari
- Bertrand de Comps, Gran Maestro dei Cavalieri Ospitalieri
- Bertrand de Cosnac, cardinale, vescovo cattolico e diplomatico francese
- Bertrand de La Tour, cardinale francese
- Bertrand de Saint-Martin, vescovo e cardinale francese
- Bertrand de Thessy, Gran Maestro dei Cavalieri Ospitalieri
- Bertrand des Bordes, cardinale francese
- Bertrand Delanoë, politico francese
- Bertrand du Guesclin, condottiero francese
- Bertrand Fourcade, rugbista a 15, allenatore di rugby e dirigente sportivo francese
- Bertrand Gachot, pilota automobilistico belga
- Bertrand Gille, pallamanista francese
- Bertrand Grospellier, giocatore di poker francese
- Bertrand Kaï, calciatore francese
- Bertrand Ketchanke, calciatore mauritano naturalizzato francese
- Bertrand Lagier, cardinale e vescovo cattolico francese
- Bertrand Laquait, calciatore francese
- Bertrand Lavier, architetto francese
- Bertrand Marchand, calciatore e allenatore di calcio francese
- Bertrand Méheust, sociologo e saggista francese
- Bertrand Robert, calciatore francese
- Bertrand Russell, filosofo, logico e matematico gallese
- Bertrand Tavernier, regista, sceneggiatore e produttore cinematografico francese
- Bertrand Traoré, calciatore burkinabè
- Bertrand Venturi, nuotatore francese

## Il nome nelle arti
- Bertrand Baudelaire è un personaggio della serie di romanzi Una serie di sfortunati eventi, scritta da Lemony Snicket.